# Висячий сад

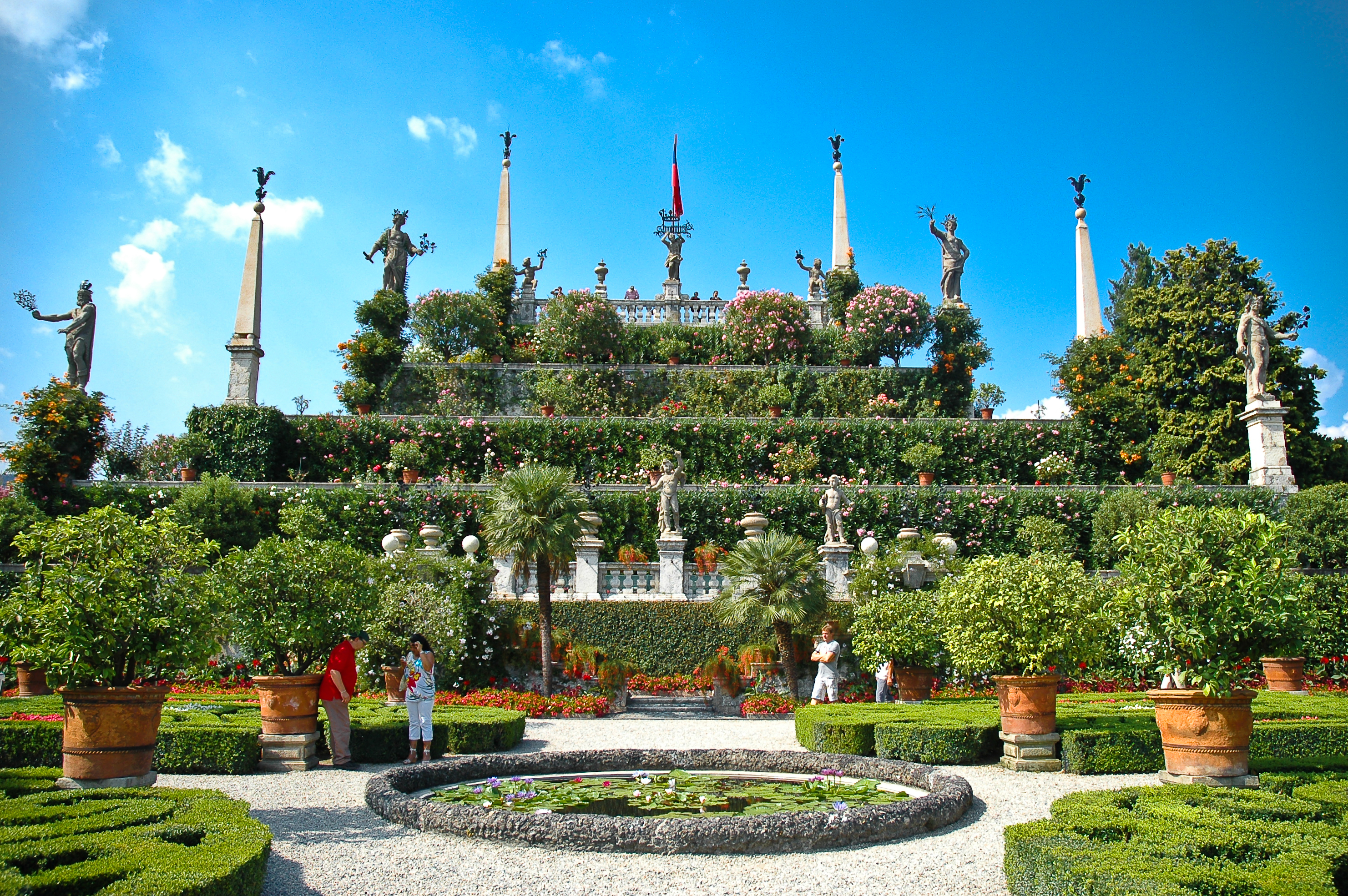
«Падающие» сады Изола-Беллы

Вися́чий сад — архитектурное сооружение, небольшой сад, расположенный на крыше, галерее, специальных каменных опорах. Имеет насыпной почвенный слой для произрастания трав, цветов, декоративных кустарников, деревьев. Вместо сплошного почвенного слоя используются также особые переносные ёмкости для растительного грунта, небольшие бассейны для водных растений. Термин употребляется преимущественно в отношении исторических сооружений, созданных по мотивам Висячих садов Семирамиды. Древнерусский синоним термина — Верховой сад.

## История
Родиной висячих садов, которые устраивали на специальных террасах и ступенчатых конструкциях, считают Ассирию и Вавилон. Самыми знаменитыми стали легендарные висячие сады Семирамиды — одно из семи чудес света, которое, возможно, никогда не существовало. Согласно легенде, грандиозное сооружение возвёл вавилонский царь Навуходоносор II, который страстно любил свою жену и надеялся подарком развеять её тоску по прекрасной и зелёной родине. Озеленением крыш, традиционно плоских и расположенных близко друг к другу, занимались и в странах Ближнего Востока.

### Античные времена
Культура Востока нашла своё отражение в античном мире: в Древней Греции возник обычай украшать плоские крыши растениями в горшках, и он перекочевал затем в Древний Рим. При раскопках Помпеи и Геркуланума были обнаружены остатки сада на плоской крыше аркады, окружавшей с трёх сторон Виллу Мистерий. На террасах мавзолея Августа размещались земляные насыпи, на которых росли кипарисы. Последняя терраса находилась на высоте 44 метра от земли, и вся композиция напоминала зиккураты с их пирамидальным силуэтом.
В V веке византийские императоры создавали прекрасные сады на террасах верхних этажей своих дворцов и замков.
Непосредственно над праздничным залом королевского дворца Людовика II находился зимний сад, в котором даже имелся пруд, где плавали лебеди и росли белые лилии.

### Эпоха Возрождения

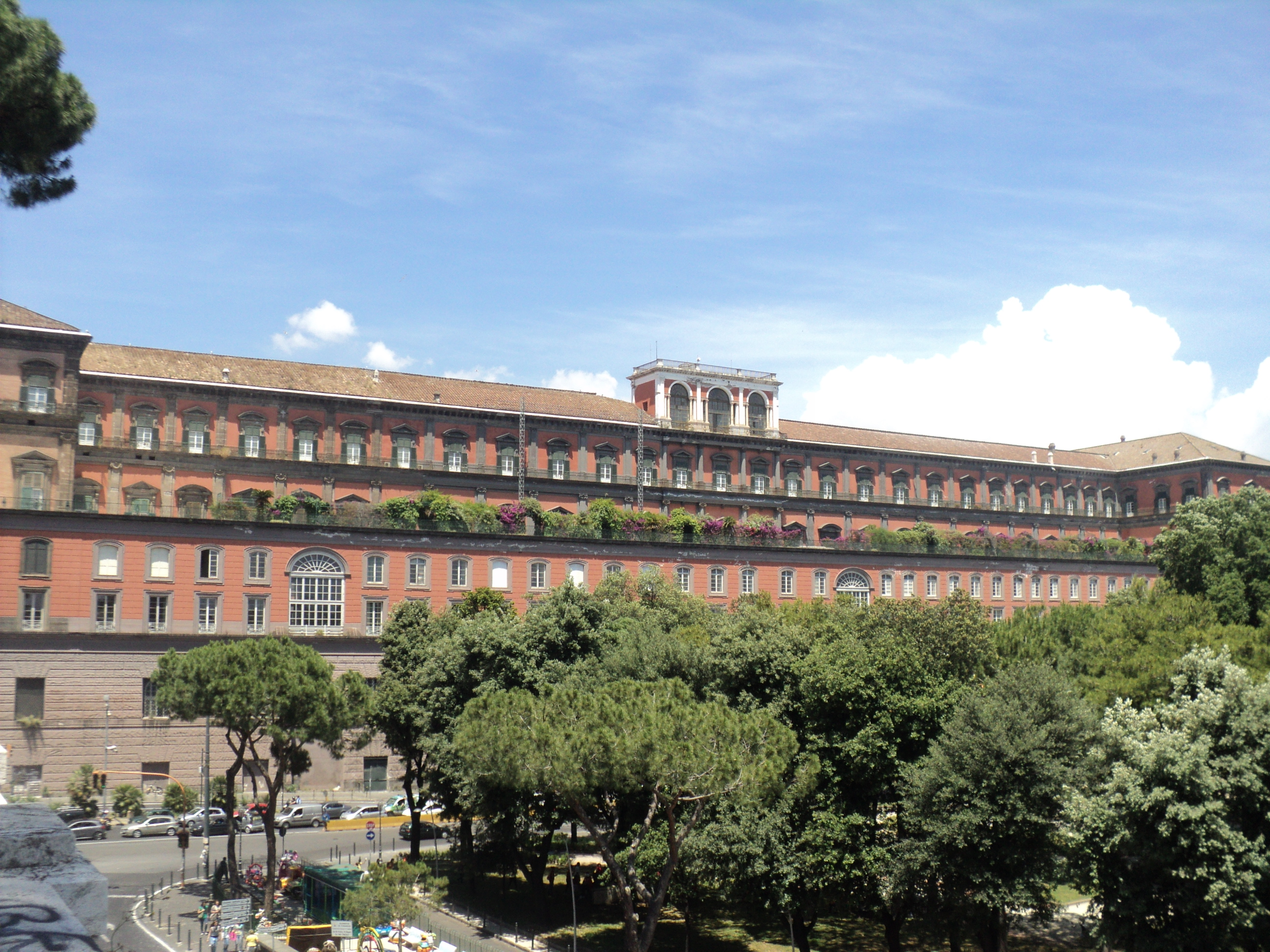
Палаццо Реале в Неаполе

Известны сады на крышах виллы Медичи во Флоренции (1400 год), дворца в Мантуе.
Император Фридрих III в 1487 году построил в Нюрнберге в южной части замка висячий сад с цветниками, виноградниками, фруктовыми деревьями. Получил известность и сад на крыше замка Карлсберг в Швеции. Позднее, в Германии был создан двухуровневый сад на крыше дворца архиепископа Иоганна-Филиппа в Пассау. Окаймлённый с трёх сторон стенами, сад был открыт к югу, откуда раскрывался прекрасный вид на окрестности. В саду преобладали цветники, а деревья и кусты были высажены в кадки.
В саду на крыше испанского короля Карла V росли апельсины, лимоны, различные лечебные травы, а в аквариумах жили форели. Его сын Филипп II продолжил традиции отца и построил в Эскориале крышу-сад, похожую на висячие сады Вавилона.
Своеобразным подражанием висячим садам Семирамиды стали построенные в XVI—XVII веках на скалах острова Изола-Белла террасы великолепного висячего сада, отражающиеся в водах окружённого горами озера Лаго-Маджоре на севере Италии. Под террасами размещается целая галерея подземных гротов, где можно укрыться в летний зной, а сам сад, в котором собраны растения чуть ли не со всего света, служит образцом садово-паркового искусства Позднего Возрождения. Площадь сада 3,2 га. Он расположен на десяти террасах. Пять нижних террас — на холме, а пять верхних — искусственные.

### Новые технологии XIX века
Настоящей сенсацией стал сад, построенный в 1867 году Карлом Рабитцем и описанный им в брошюре «Цементные крыши, или Новые висячие сады, стойкие, превосходные, долговечные и более дешёвые, чем всякий другой вид покрытия». Многие крыши доходных домов Петербурга и Москвы украшались садами: доходный дом Н. Н. Зайцевой на Фурштатской улице (1876 год), Чайный дом на Мясницкой (1893 год), особняк Морозова на Воздвиженке(1898 год), Здание Клуба Московского купеческого собрания, ныне — театр Ленком (1908 год), доходный дом на Кузнецком мосту, ресторан Д. Розанова на Дорогомиловской улице, кафе на Долгоруковской улице, знаменитым стал и десятиэтажный дом Э. К. Нирнзее в Большом Гнездниковском переулке, 10 (1912 год).
В XX веке идеи озеленения эксплуатируемых кровель получают развитие у таких архитекторов, как Ле Корбюзье (жилые единицы в Марселе, административный комплекс в Чандигархе), Райта, Гропиуса и др. В 1930-е годы в Лондоне на высоте 30 метров сооружён сад Derry and Toms garden, а в 1956 году основателем Международной Федерации ландшафтных архитекторов сэром Джеффри Аланом Джеллико создаётся уникальный сад в Гилфорде.
Современные технологии озеленения крыш позволили создать многочисленные вариации на тему висячих садов, а также сохранить уникальные сооружения прошлых веков.

## Сохранившиеся сады

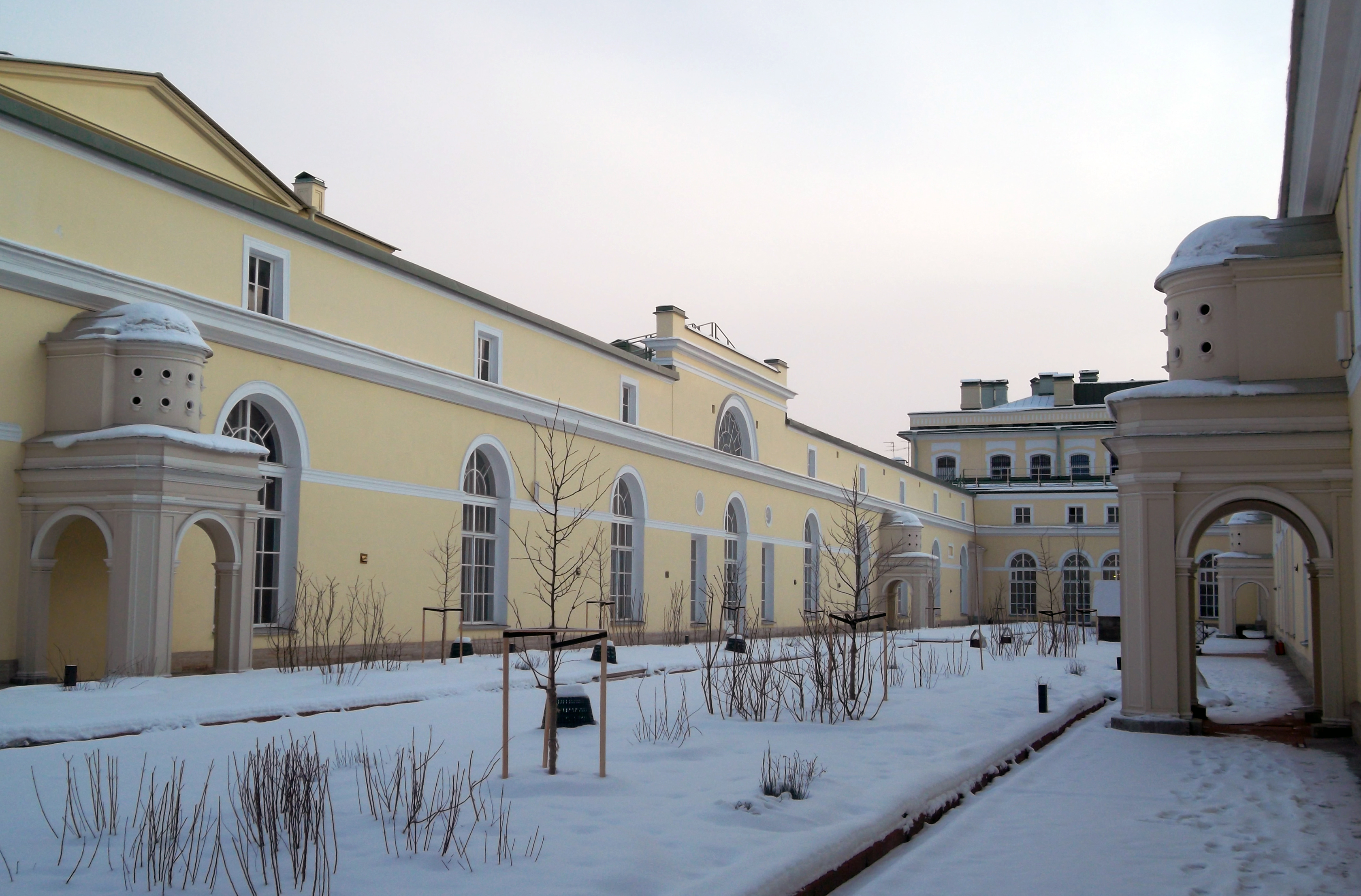
Висячий сад Малого Эрмитажа

По состоянию на сегодняшний день в мире содержатся пять исторических висячих садов:
- Висячий сад Малого Эрмитажа в Петербурге
- Висячий сад в Царском Селе
- Палаццо Реале в Неаполе
- Палаццо Дукале в Мантуе
- Сады острова Изола-Беллы

## Висячие сады в России
Первые сведения об устройстве цветников и садов на крышах в России относятся к XVII веку.
Так митрополитом Ионой висячий сад был устроен в кремле Ростова Великого. Находился он между корпусами дворца на большом пространстве, поддерживаемом сводами на уровне второго этажа.
В некоторых городских усадьбах, чтобы максимально приблизить сад к жилью, его устраивали на уровне второго этажа. Основанием служили массивные опоры и перекрытия, которые для водонепроницаемости устилались свинцовыми плитами. За красоту и оригинальность такие сады называли красными. Красные сады устраивались в боярских усадьбах и в усадьбах высшего духовенства — патриарха, епископов и т. д. История сохранила сведения о садах Афанасия Ордин-Нащокина и Василия Голицына в Москве.
Известен висячий садик, созданный по приказу Петра I в Риге в 1717 году. Он занимал ограниченное пространство и находился на открытой террасе над Даугавой на уровне второго этажа, поддерживаемый массивными опорами. В нём росли пионы, белые и жёлтые нарциссы, тюльпаны, мелисса, шалфей и другие растения.

### Московские Верхний и Нижний Сад
В Кремле «верховые сады» были устроены на крышах и террасах дворца, при жилых комнатах и были невелики по площади. Кроме них в 1628 году были построены два больших Набережных сада («Верхний» и «Нижний»). Верхний, построенный садовником Назаром Ивановым, располагался на сводах Запасного дворца, спускавшихся к подножию Кремлёвского холма, и примыкал к внутренним покоям дворца. Сад был обнесён каменной оградой с частыми окнами, которые составляли собственно стены здания, где и помещался сад площадью 2 600 кв. м. (62 сажени в длину и 8 саженей в ширину). В саду имелся искусственный водоём глубиной 2 аршина, куда подавалась вода при помощи специального механизма, находившегося в существующей и поныне Водовзводной башне. Водоём украшали «водяные взводы» (фонтаны) и две резные беседки. Для устройства висячих садов на каменные своды укладывали свинцовые бруски и запаивали их, а сверху насыпали грунт на «аршин с четвертью». При строительстве только Верхнего сада потребовалось более 10 тонн свинца. Нижний сад располагался на склоне Кремлёвского холма у Тайницких ворот и имел площадь 1 500 м². Простоял сад со своими высокими деревьями, цветниками и прудами без малого 150 лет — до возведения на этом месте существующего сейчас Кремлёвского дворца.
Два сада (тоже «верхний» и «нижний») были устроены в Кремле и при дворе патриарха Иоакима. Патриаршие палаты, занимавшие второй этаж, были по площади меньше подклетов, и поэтому на них оставалось место для сада. Верхний сад был расположен на крыше Казённой палаты. Вместо дорогих свинцовых плит был устроен деревянный настил с бревенчатыми желобами для спуска воды. Сад был украшен так называемым «перспективным письмом» — живописью, создававшей иллюзию увеличения глубины пространства. Исполнены эти живописные работы были Петром Энгелесом.

### Санкт-Петербург

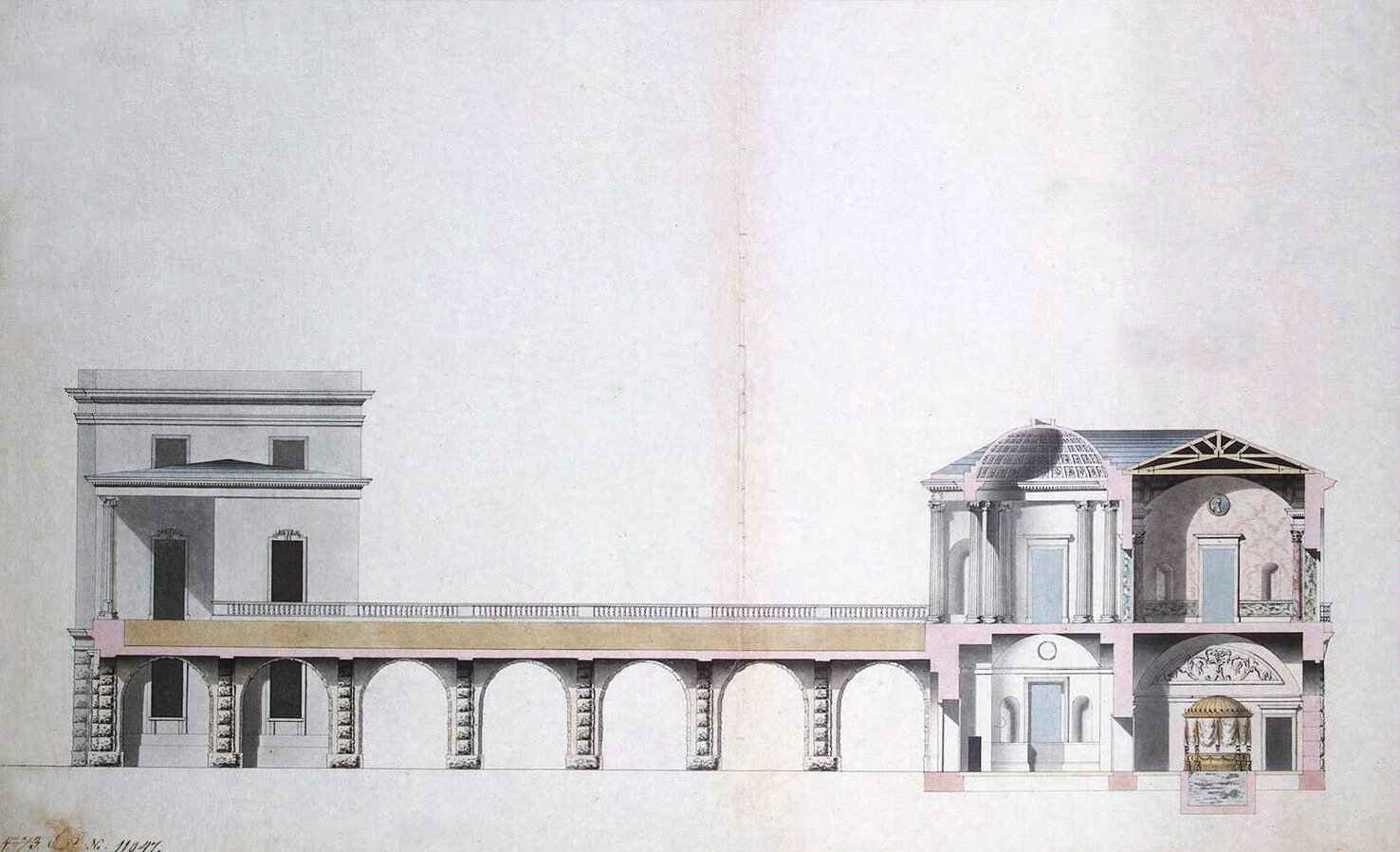
Ч. Камерон. Висячий сад в Царском Селе

- Висячий сад Малого Эрмитажа в Петербурге создавался в период с 1764 по 1769 годы архитекторами Ю. М. Фельтеном и Ж. Б. Валлен-Деламотом (перестройка В. П. Стасова) при Зимнем дворце в Петербурге. Этот висячий сад существует и поныне. При этом он зажат со всех сторон стенами дворца и открыт небу;
- Летний дворец Елизаветы Петровны имел висячий сад;
- Дом Бецкого имел висячий сад наподобие висячего сада Малого Эрмитажа — такую роскошь в те годы не мог себе позволить никто, кроме царских особ;
- На крыше бокового корпуса Аничкова дворца его владелец — Алексей Разумовский разместил висячий сад. Однако судьба этого сада была короткой. У Аничкова дворца часто сменялись владельцы, многократно и небрежно перестраивавшие его. В результате сад погиб. Но память о нём осталась.

### Царское Село
Архитектор Савва Чевакинский устроил висячий сад на галереях Большого Царскосельского дворца. Однако проект был посчитан неудачно, а многочисленные ошибки исполнения добили его. Чевакинский был отстранён от каких-либо работ по этому дворцу, сад же был уничтожен.
Ф. Б. Растрелли достроил дворец, однако галереи были подняты до высоты основного здания, от устройства же висячих садов он при этом отказался.
Проект дошедшего до нас царскосельского висячего сада принадлежит Чарлзу Камерону.